# Kuoppala
Kuoppala är en by i Kauhava, Österbotten, Finland. Före kommunsammanslagningen 1 januari 2009 tillhörde Kuoppala Alahärmä.